# Corcovado (piosenka)
Corcovado – piosenka (bossa nova) napisana i skomponowana przez brazylijskiego kompozytora Antonio Carlosa Jobima w 1960 roku. Nazwa piosenki nawiązuje do góry w Rio de Janeiro o tej samej nazwie.
Piosenka zyskała także popularność w wersji angielskiej pt. Quiet Nights of Quiet Stars. Angielski tekst został napisany przez Gene’a Leesa, a wykonawcą tej wersji piosenki był Andy Williams. Na liście przebojów Billboard Hot 100 dotarła do 15. miejsca.
Corcovado stała się jazzowym standardem. W 1962 roku Miles Davis na albumie Quiet Nights nagrał wersję tego utworu z orkiestrą Gila Evansa. Najbardziej znana jest wersja Stana Getza, którą nagrał z João Gilberto i Astrud Gilberto w 1964 roku na albumie Getz/Gilberto.

## Ważniejsze wykonania
- Cannonball Adderley i Sérgio Mendes – Cannonball’s Bossa Nova (1962)
- Miles Davis – Quiet Nights (1962)
- Stan Getz, Antonio Carlos Jobim, João Gilberto i Astrud Gilberto – Getz/Gilberto (1963)
- Charlie Byrd – Brazilian Byrd (1964)
- Sérgio Mendes – Sergio Mendes & Bossa Rio (1964)
- Oscar Peterson – We Get Requests (1964)
- Doris Day – Latin For Lovers (1965)
- Cliff Richard – Kinda Latin (1966)
- Earl Grant – Bali Ha'i (1966)
- Frank Sinatra i Antonio Carlos Jobim – Francis Albert Sinatra & Antonio Carlos Jobim (1967)
- Engelbert Humperdinck – Release Me (1967)
- Mary Wilson – The Supremes Live! In Japan (1973)
- Elis Regina i Antonio Carlos Jobim – Elis & Tom (1974)
- Rita Reys i Metropole Orchestra – Rita Reys Sings Antonio Carlos Jobim (1981)
- Ella Fitzgerald – Ella Abraça Jobim (1981)
- Astrud Gilberto – Jazz Masters 9 (1993)
- Everything but the Girl – Red Hot + Rio (1996)
- Chris Connor – I Walk With Music (2002)
- Stacey Kent i Jim Tomlinson – The Lyric (2005)
- Art Garfunkel – Some Enchanted Evening (2007)
- Queen Latifah – Trav’lin’ Light (2007)
- Woven Hand – Ten Stones (2008)
- Diana Panton – „...If The Moon Turns Green” (2008)
- Señor Coconut And His Orchestra – Around The World With Señor Coconut And His Orchestra (2008)
- Diana Krall – Quiet Nights (2009)
- Matt Dusk i Margaret – Just the Two of Us (2015)